# 刘维尔定理 (微分代数)
刘维尔定理揭示了具有初等原函数的初等函数的本质特征。其最早由约瑟夫·刘维尔于十九世纪三四十年代提出，经后人推广到一般的微分域上，并被进一步推广运用在常微分方程组初等首次积分的研究上。
初等函数的原函数并不总是初等函数，例如 {\displaystyle e^{-x^{2}}} 的原函数是误差函数，无法用初等函数表达出来。 其它常见的例子还有 {\displaystyle \sin(x)/x}，{\displaystyle x^{x}}，{\displaystyle 1/\ln(x)} 等。
刘维尔定理指出，一个初等函数如果有初等的原函数，那么一定能写成同一个微分域的函数加上有限项该域上函数的对数的线性组合，否则即表明不存在初等的原函数。

## 定义
一个域 {\displaystyle F}（元素是函数）及相应的运算 {\displaystyle \delta }（对函数的导数）构成的代数结构 {\displaystyle (F,\delta )} 称为 微分域。若对于 {\displaystyle \forall f,g\in F} 有
{\displaystyle \delta (f+g)=\delta (f)+\delta (g),\quad \delta (fg)=\delta (f)g+f\delta (g)}
由上式可以得到通常导数的一些性质。
{\displaystyle \delta (g^{n})=ng^{n-1}\delta (g)}
{\displaystyle \delta ({\frac {f}{g}})={\frac {\delta (f)}{g}}+f\delta ({\frac {1}{g}})={\frac {\delta (f)}{g}}-{\frac {f}{g^{2}}}\delta (g)}

设 {\displaystyle (F,\delta )} 为某个微分域，称
{\displaystyle \mathrm {Con} (F,\delta )=\{f\in F|\delta f=0\}}
为该微分域的常数域。

设 {\displaystyle h\in K}，K 是 F 的微分域扩张 {\displaystyle K=F(h)}，{\displaystyle h} 称为在 {\displaystyle F} 上基本初等，若以下三种情况任一成立:
- {\displaystyle h} 是 {\displaystyle F} 的代数元素。 即存在 {\displaystyle F} 中的多项式 {\displaystyle p(t)(\in F[t])}，使得 {\displaystyle p(h)=0}。 注意此处多项式 {\displaystyle p(t)} 的系数本身也是函数，也即 {\displaystyle p(t)=0} 隐式地决定了函数 {\displaystyle t(x)=h(x)}（选定某个解析分支）。称这种情况为代数扩张。

- {\displaystyle h} 是 {\displaystyle F} 上的超越元素，且 {\displaystyle \delta h\in F}。可以用对数函数来类比，对于 {\displaystyle f\in F} 有 {\displaystyle \delta (\ln(f))=\delta (f)/f\in F}。 称这种情况为对数扩张。 {\displaystyle h} 是 {\displaystyle F} 上的对数。

- {\displaystyle h} 是 {\displaystyle F} 上的超越元素，且 {\displaystyle \delta h/h\in F}。 可以用指数函数来类比，对于 {\displaystyle f\in F} 有 {\displaystyle \delta (\exp(f))/\exp(f)=\delta (f)\in F}。 称这种情况为指数扩张。 {\displaystyle h} 是 {\displaystyle F} 上的指数。

微分域的初等扩张是指接连进行如上的扩张得到的微分域 {\displaystyle F(h_{1},...,h_{n})}，其中 {\displaystyle h_{j}} 在 {\displaystyle F(h_{1},...,h_{j-1})} 上基本初等。

一个函数 {\displaystyle f(x)} 称为初等函数 若它在微分域 {\displaystyle (\mathbb {C} (x),\mathrm {d} /\mathrm {d} x)}（有理函数加普通导数）的某个初等扩张中。

## 基本定理

### 刘维尔第一定理
以下為刘维尔第一定理（Theorem of Liouville-first statement）。
设 {\displaystyle F} 为微分域，{\displaystyle K} 为 {\displaystyle F} 的初等扩张，且 {\displaystyle \mathrm {Con} (K,\delta )=\mathrm {Con} (F,\delta )}，对于 {\displaystyle f\in F}，存在 {\displaystyle g\in K}, 使得 {\displaystyle \delta g=f}，则

{\displaystyle g=c_{1}\ln(u_{1})+\dotsb +c_{n}\ln(u_{n})+v.}
其中 {\displaystyle c_{1},...,c_{n}\in \mathrm {Con} (F,\delta )}, {\displaystyle u_{1},...,u_{n},v\in F}

### 刘维尔第二定理
以下為刘维尔第二定理（Theorem of Liouville-second statement），又稱强刘维尔定理（Strong Liouville theorem）。
设 {\displaystyle F} 为微分域，{\displaystyle B=\mathrm {Con} (F,\delta )}，若 {\displaystyle g} 在 {\displaystyle F} 上初等，且满足 {\displaystyle \delta g=f\in F}，则
{\displaystyle f=c_{1}{\frac {\delta u_{1}}{u_{1}}}+\dotsb +c_{n}{\frac {\delta u_{n}}{u_{n}}}+\delta v.}
其中 {\displaystyle c_{1},...,c_{n}\in {\bar {B}}}，{\displaystyle v\in F}, {\displaystyle u_{1},...,u_{n},v\in {\bar {B}}F}，{\displaystyle {\bar {B}}} 是 {\displaystyle B} 的代数闭域.
每个 {\displaystyle F} 上 {\displaystyle {\bar {B}}F} 的自同构交换求和的顺序。
- 注：对于通常所说的初等函数，{\displaystyle \mathrm {Con} (K,\delta )=\mathrm {Con} (F,\delta )=\mathbb {C} }，若限定常数为实数 {\displaystyle \mathrm {Con} (F,\delta )=\mathbb {R} }，则会使得许多通常初等的原函数「不初等」。例如下面的例子 {\displaystyle 1/(x^{2}+1)}，其原函数包含虚数。

## 例子
例如复数域上的有理函数域 {\displaystyle \mathbb {C} (x)} 与通常的导数即构成了一个微分域 {\displaystyle (\mathbb {C} (x),\mathrm {d} /\mathrm {d} x)}（有理函数的导数仍是有理函数），该微分域的常数集即是复数集{\displaystyle \mathbb {C} }。
函数 {\displaystyle 1/x\in \mathbb {C} (x)} 的原函数 {\displaystyle \ln(x)+C} 不属于微分域 {\displaystyle (\mathbb {C} (x),\mathrm {d} /\mathrm {d} x)}，但具有如定理所述的对数形式（注意 {\displaystyle x,C\in \mathbb {C} (x),1\in \mathbb {C} }）。

类似的，{\displaystyle 1/(x^{2}+1)\in \mathbb {C} (x)}，其原函数反正切函数可以表达成对数的形式
{\displaystyle \arctan(x)+C=-{\frac {i}{2}}\ln {\frac {1+ix}{1-ix}}+C}
显然也有 {\displaystyle C,{\frac {1+ix}{1-ix}}\in \mathbb {C} (x),-{\frac {i}{2}}\in \mathbb {C} }。
下面考虑 {\displaystyle f(x)=1/(x\ln(x))} 的原函数，显然这不属于 {\displaystyle \mathbb {C} (x)} （{\displaystyle \ln(x)} 是 {\displaystyle \mathbb {C} (x)} 上的超越函数）。把 {\displaystyle \ln(x)} 添加到 {\displaystyle \mathbb {C} (x)}，形成更大的微分域 {\displaystyle (F,\mathrm {d} /\mathrm {d} x),F=\mathbb {C} (x)(\ln(x))}（于是 {\displaystyle f\in F}）。{\displaystyle f(x)} 的一个原函数是 {\displaystyle \ln(\ln(x))}，于是我们再次看到，使用包含 {\displaystyle f(x)} 的微分域 {\displaystyle F} 里的函数的对数，表达出了 {\displaystyle f(x)} 的原函数。
事实上，Risch 1969 年的论文表明，对于任意复杂的初等函数，总可以找到适当的包含 {\displaystyle f(x)} 的微分域 {\displaystyle F}，以及从 {\displaystyle \mathbb {C} (x)} 开始的初等域扩张塔 {\displaystyle \mathbb {C} (x,x_{1},...,x_{n})=F}。并在此扩张塔的基础上，基于刘维尔定理找到其初等原函数，或证明不存在这样的初等原函数（参见 Risch算法）。

## 定理的应用
设想我们想知道形如 {\displaystyle f(x)e^{g(x)},f(x),g(x)\in \mathbb {C} (x)} 的函数是否有初等原函数。由刘维尔定理可以得到，这等价于判断是否存在 {\displaystyle a(x)\in \mathbb {C} (x)} 使得
{\displaystyle f(x)=a'(x)+a(x)g'(x).}
若存在这样的 {\displaystyle a(x)}，那么其原函数即为 {\displaystyle a(x)e^{g(x)}}。
例如对于 {\displaystyle e^{x^{2}}}，（即{\displaystyle f(x)=1,g(x)=x^{2}}），应有 
{\displaystyle 1=a'(x)+2x\cdot a(x).}
如果存在这样的 {\displaystyle a(x)}，那么一定可以作部分分式展开：
{\displaystyle a(x)=p(x)+\sum _{j=1}^{q}\sum _{k=1}^{e_{j}}{\frac {A_{jk}}{(x-r_{j})^{k}}}}
其中 {\displaystyle p(x)\in \mathbb {C} [x]} 是 {\displaystyle \mathbb {C} } 上的多项式，{\displaystyle r_{j}\in \mathbb {C} } 是 {\displaystyle a(x)} 分母多项式的根，系数 {\displaystyle A_{jk}\in \mathbb {C} } 被唯一确定。
代入前式即可证明这样的 {\displaystyle a(x)} 不存在（因为 {\displaystyle 2x\cdot a(x)} 会增加多项式的次数，故对照左端项应有 {\displaystyle p(x)=0}，而对 {\displaystyle 1/(x-r_{j})^{k}} 求导会增加分母的次数，对照左端项得到这一部分也应该是 0，这样就得到矛盾 1=0）。从而函数 {\displaystyle e^{x^{2}}} 不存在初等原函数。
借助完全类似的方法，我们可以证明 {\displaystyle e^{x}/x}（对应 {\displaystyle 1/x=a'+a}），以及 {\displaystyle \sin(x)/x} 也不存在初等原函数. 更进一步，对 {\displaystyle e^{x}/x} 换元可以得到 {\displaystyle e^{e^{x}}} 或者 {\displaystyle 1/\ln(x)}，于是得到后两个函数也是不存在初等原函数的。